# 船墩古文化遗址
船墩古文化遗址，是江苏省南京市的一处新石器时代古遗址，位于江宁区湖熟镇赵家边，1982年入选南京市文物保护单位。

## 特点
1951年，南京博物院组织考古队对多处湖熟文化遗址进行初步考古发掘，其中船墩面积较大，出土陶片较多。1982年入选南京市文物保护单位。